# 금곡초등학교 검암분교
금곡초등학교 검암분교는 대한민국 경상남도 진주시에 있었던 초등학교이다.

## 연혁
- 1949년 12월 15일 검암공립국민학교 개교
- 1955년 4월 1일 6학급 편성
- 1987년 12월 30일 도선정 특별활동 우수학교
- 1991년 3월 1일 금곡국민학교 검암분교장 편입
- 1996년 3월 1일 금곡초등학교 검암분교로 개칭
- 1997년 2월 28일 제46회 졸업식(1546명)
- 1997년 9월 1일 금곡초등학교로 통폐합